# Nyctiophylax serratus
Nyctiophylax serratus là một loài Trichoptera trong họ Polycentropodidae. Chúng phân bố ở miền Tân bắc.